# Una rosa bianca per Giulia
Una rosa bianca per Giulia (Where Danger Lives) è un film noir statunitense del 1950 diretto da John Farrow.